# Lithiumhydrid
Lithiumhydrid LiH ist eine salzartige chemische Verbindung von Lithium und Wasserstoff. Da Lithiumhydrid sehr stabil ist, stellt es in Verbindung mit der niedrigen molaren Masse des Lithiums einen hervorragenden Wasserstoffspeicher mit einer Kapazität von 2,8 m³ Wasserstoff pro Kilogramm dar. Der Wasserstoff kann durch Reaktion mit Wasser freigesetzt werden.

## Gewinnung und Darstellung
Lithiumhydrid wird durch die Umsetzung von flüssigem metallischem Lithium mit molekularem Wasserstoff bei 600 °C hergestellt.
{\displaystyle \mathrm {2\ Li+H_{2}\ {\xrightarrow {600\ ^{\circ }C}}\ 2\ LiH} }

## Eigenschaften

### Physikalische Eigenschaften
Lithiumhydrid ist ein weißes bis graues, brennbares Pulver, das mit einer Dichte von 0,76 g/cm³ einer der leichtesten nicht porösen Feststoffe ist. Es schmilzt bei 688 °C. Die Bildungsenthalpie beträgt −90,43 kJ/mol.

### Chemische Eigenschaften
Lithiumhydrid ist brennbar, reagiert also mit Sauerstoff. Dabei entsteht Lithiumhydroxid:
{\displaystyle \mathrm {2\ LiH+O_{2}\longrightarrow 2\ LiOH} }
Es reagiert mit Wasser, Säuren und Basen unter Freisetzung von Wasserstoff:
{\displaystyle \mathrm {LiH+H_{2}O\longrightarrow LiOH+H_{2}} }
{\displaystyle \mathrm {LiH+HCl\longrightarrow LiCl+H_{2}} }
{\displaystyle \mathrm {LiH+NaOH\longrightarrow LiNaO+H_{2}} }
Es reduziert beziehungsweise hydriert organische Verbindungen, zum Beispiel Formaldehyd zu Methanol:
{\displaystyle \mathrm {CH_{2}O+LiH+H_{2}O\longrightarrow CH_{3}OH+LiOH} }
Lithiumhydrid beginnt bei 900–1000 °C, sich in elementares Lithium und Wasserstoff zu zersetzen und ist damit das thermisch stabilste Alkalimetallhydrid.
{\displaystyle \mathrm {2\ LiH\ {\xrightarrow {900-1000^{\circ }C}}\ 2\ Li+H_{2}\uparrow } }
Beim Erhitzen im Stickstoffstrom bildet sich Lithiumnitrid. Als Zwischenstufen entstehen Lithiumamid (LiNH2) und Lithiumimid (Li2NH).
{\displaystyle \mathrm {6\ LiH+N_{2}\ {\xrightarrow {\ \Delta \ }}\ 2\ Li_{3}N+3\ H_{2}\uparrow } }

## Verwendung
Lithiumhydrid dient als Reduktionsmittel zur Herstellung von Hydriden und Doppelhydriden. Des Weiteren wird es zur Deprotonierung CH-acider Verbindungen benutzt.
Ein weiteres Einsatzgebiet ist mit der Herstellung der Hydriermittel Lithiumboranat und Lithiumaluminiumhydrid gegeben.
{\displaystyle \mathrm {4\ LiH+AlCl_{3}\longrightarrow LiAlH_{4}+3\ LiCl} }
Aufgrund seines hohen Dipolmoments ist Lithiumhydrid im Zusammenhang mit der Bose-Einstein-Kondensation ultrakalter Atome interessant.

## Lithiumdeuterid
Bei Lithiumdeuterid (LiD) handelt es sich um deuteriertes Lithiumhydrid, d. h., es wurde das Wasserstoff-Isotop Deuterium anstelle von normalem Wasserstoff verwendet. Lithiumdeuterid ist einer der Kernbestandteile der festen Wasserstoffbombe, durch den die Aufbewahrung und Handhabung des ansonsten gasförmigen Deuteriums und die Erzeugung des zur Fusion nötigen Tritiums immens vereinfacht wurde.

## Sicherheitshinweise
Da Lithiumhydrid mit gängigen Feuerlöschmitteln wie Wasser, Kohlendioxid, Stickstoff oder Tetrachlorkohlenstoff stark exotherm reagiert, müssen Brände mit inerten Gasen wie z. B. Argon gelöscht werden.